# Andrzej Kiełbusiewicz
Andrzej Kiełbusiewicz (ur. 31 maja 1942 we Lwowie, zm. 31 lipca 2011) – polski pływak, rekordzista Polski w latach sześćdziesiątych XX wieku, trener, sędzia pływania, nauczyciel.

## Życiorys
Absolwent Wyższej Szkoły Wychowania Fizycznego w Krakowie, gdzie studiował w latach 1965–1969 uzyskując tytuł trenera pływania II klasy i sędziego pływania oraz ratownika WOPR.
Dwukrotnie mistrz Polski w pływaniu, siedmiokrotnie wicemistrz Polski, dziewięciokrotnie brązowy medalista mistrzostw Polski w stylu klasycznym. W 1962 uczestniczył w mistrzostwach Europy w pływaniu w Lipsku.
Był trenerem pływania klasy mistrzowskiej. Jego wychowankami były, m.in.: Anna Maria Skolarczyk, Jolanta Kupis, Marta Słonina. Członek Rady Trenerów Polskiego Związku Pływackiego.
Założył i prezesował Uczniowskiemu Klubowi Sportowemu „Sokół Myślenice”. Od 1969 roku mieszkał w Tarnowie, gdzie w dzielnicy Mościce założył sekcję pływacką ZKS Unia Tarnów i od 1970 roku wprowadził system nauki pływania i cyklicznych zawodów dla dzieci z klas I, II i III szkół podstawowych. Był twórcą cyklu zawodów: „Już pływam”, które każdego roku są rozgrywane na pływalni w Mościcach jako sposób na  ocenię efektów nauczania pływania oraz umożliwiają wyłowienie najbardziej utalentowanych dzieci dla zachęcenia ich do uprawiania sportu pływackiego. Był nauczycielem w Zespole Szkół Sportowych im. Polskich Olimpijczyków w Tarnowie, w IV Liceum Ogólnokształcącym w Tarnowie oraz wykładowcą w Państwowej Wyższej Szkole Zawodowej w Tarnowie. Zawodnicy, których prowadził, zdobyli w Mistrzostwach Polski, w różnych kategoriach wiekowych, 537 medali, w tym 227 złotych. Opiekował się sportowo zawodnikami z niepełnosprawnościami, spośród których Aneta Michalska zdobyła brązowy medal w pływaniu na 400 m stylem dowolnym podczas Igrzysk Paraolimpijskich w Sydney w 2000 roku oraz była w finale podczas Paraolimpiady w Atenach w 2004.
Córki – Małgorzata (nauczycielka WF), Anna i Agnieszka, również zawodowo związane z pływaniem. Pochowany został na cmentarzu w Koszycach Wielkich koło Tarnowa.

## Nagrody
2000 – honorowy członek Polskiego Związku Pływackiego. 
2001 – Nagroda Państwowa I Stopnia przyznana przez Urząd Kultury Fizycznej i Sportu.
2002 – Złoty Medal za Zasługi dla Polskiego Ruchu Olimpijskiego.